# Chaim Frymer
Chaim Frymer (hebr. חיים פרימר; ur. 1920 w Gniewoszowie, zm. 1972 w Tel Awiwie) – żydowski działacz ruchu oporu podczas II wojny światowej, uczestnik powstania w getcie warszawskim.

## Życiorys
Urodził się w Gniewoszowie w biednej i religijnej rodzinie żydowskiej, jako syn szewca. Podczas II wojny światowej znalazł się w getcie warszawskim, gdzie rozpoczął działalność konspiracyjną jako członek organizacji Akiba. Następnie wstąpił do Żydowskiej Organizacji Bojowej, gdzie zajmował się szkoleniem jej członków, mającym na celu naukę sprawnego posługiwania się bronią.
Podczas powstania walczył w grupie Berela Brojde w getcie centralnym na ulicy Zamenhofa oraz uczestniczył w obronie bunkra przy ulicy Miłej 29.
8 maja wraz z grupą bojowców, którą prowadził Kazik Rathajzer, wszedł do kanałów. 10 maja grupa wyszła przy ulicy Prostej i została przewieziona podstawioną ciężarówką do lasu w Łomiankach pod Warszawą. Stamtąd przedostał się do lasów wyszkowskich, gdzie przyłączył się do grupy partyzantów radzieckich zbiegłych z obozów niemieckich.
W marcu 1945 wyjechał z Polski. Po pół roku przebywania w Rumunii dotarł do Palestyny. Mieszkał w Tel Awiwie, gdzie prowadził fabryczkę obuwia. Jego żoną była Pnina Grynszpan (ur. 1923), także uczestniczka powstania w getcie.

## Upamiętnienie
- Jego nazwisko widnieje na tablicy pamiątkowej umieszczonej przy pomniku Ewakuacji Bojowników Getta Warszawskiego przy ulicy Prostej 51 w Warszawie.